# Hockeyallsvenskan 2011/2012
Hockeyallsvenskan 2011/2012 spelades som Sveriges näst högsta division i ishockey under säsongen 2011/2012. Första matchen spelades fredag den 16 september 2011 mellan Almtuna IS och Södertälje SK. Spelschemat innebar att alla lag mötte varandra två gånger hemma, samt två gånger borta. Detta gjorde en serie på 4x13 matcher, alltså totalt 52 omgångar.

## Förlopp

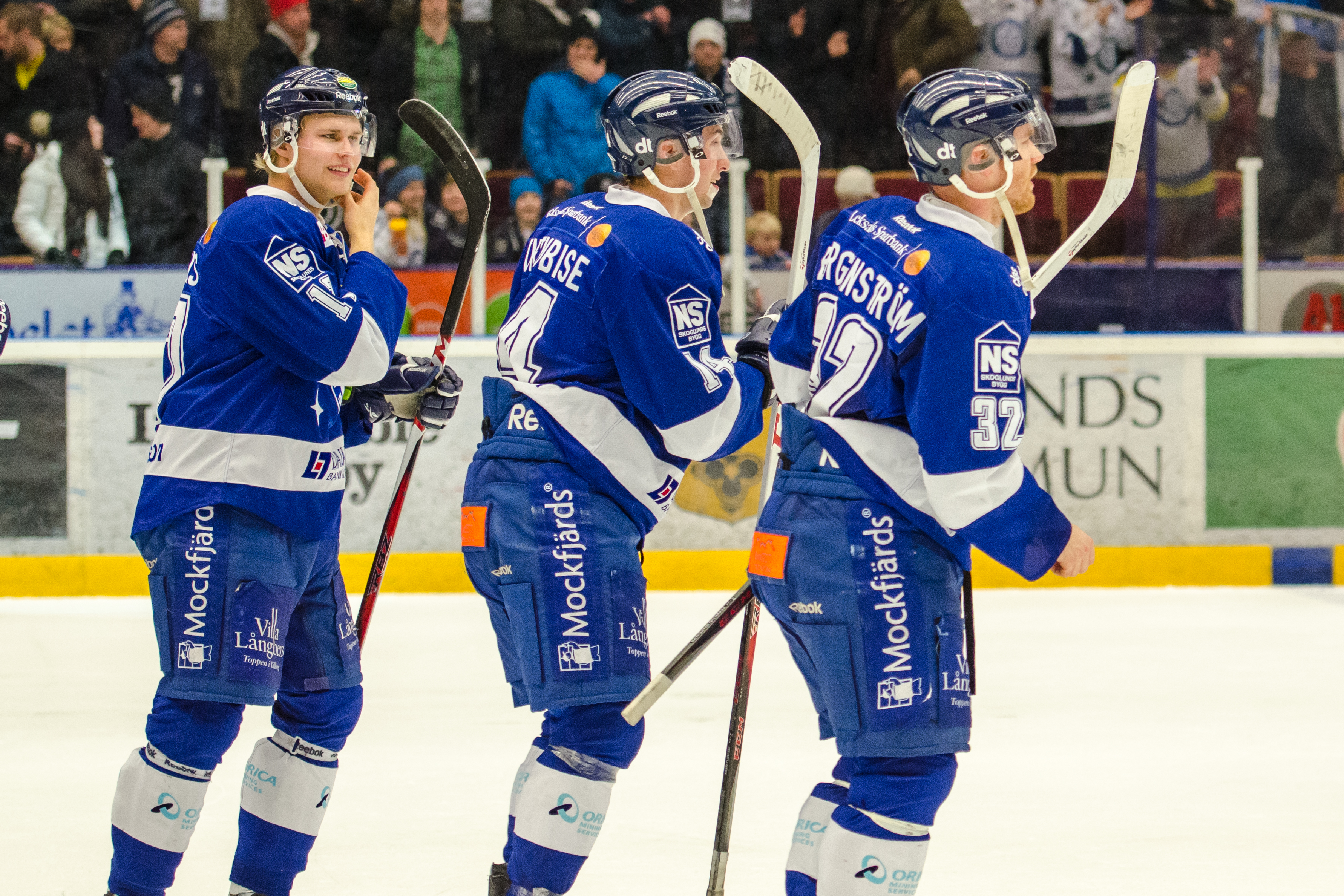
Spelare i Leksands IF firar 3–0-seger mot Mora IK i Hockeyallsvenskan 2012-12-29.

- Den 2 oktober 2011 meddelade Rögles tränare Björn Hellkvist att han slutar på grund av sjukdom. Roger Hansson och Magnus Wennström tog över som tränare.[2]
- Den 10 oktober 2011 sparkade IF Sundsvall sin huvudtränare Pär Djoos. Daniel Olsson övertog huvudansvaret med Mathias Svedberg som assisterade.[3]
- Den 19 oktober 2011 spelade Malmö Redhawks i matchen mot Södertälje SK, i ett rosa matchställ i syfte med att stödja Rosa bandet.[4]
- Den 24 oktober 2011 sparkade Almtuna IS sin huvudtränare Bobo Simensen. Johan Silfwerplatz övertog huvudansvaret med Marcus Ragnarsson som assisterade.[5]
- Den 13 november 2011 meddelade Rögle att Dan Tangnes övertar Roger Hanssons roll som huvudtränare. Roger Hansson återgår till det tidigare ansvaret för offensiva spelet.[6]
- Den 30 november 2011 sparkade Leksands IF tränarparet Christer Olsson och Niklas Eriksson. Andreas Appelgren blir ny huvudtränare med sportchefen Tommy Salo som assisterande.[7]
- Den 6 december 2011 beslutade Kommunstyrelsen i Karlskoga kommun att köpa namnrättigheterna till Bofors IK, och med det kommer laget byta namn mitt under säsongen.[8]
- Den 12 december 2011 sparkade Malmö Redhawks sin huvudtränare Leif Strömberg. Ulf Taavola, tidigare assisterande coach, blev ny huvudtränare.[9]
- Den 13 december 2011 meddelade Örebro Hockeyklubbs klubbdirektör Anders Fensby att han avgår, men finns kvar i klubben fram till 15 januari 2012. Avgången berodde på en tvist med Örebroporten om klubbens arenabygge. Martin Filander kommer efter säsongens slut bli erbjuden tjänst som biträdande sportchef och chef för hockeygymnasiet i Örebro. [10][11][12]
- Den 15 december 2011 sparkade Mora IK sin huvudtränare Harald Lückner. Tidigare assisterande tränare Lars Ivarsson övertog rollen som huvudtränare.[13]
- Den 16 december 2011 i matchen mellan Örebro HK och Rögle, testade Örebro som första lag i Europa en ny hjälm framtagen av Easton, i syfte för att undvika huvudskador och hjärnskakningar.[14]
- Den 19 december 2011 beslutade Bofors IK på ett extra årsmöte att byta namn till BIK Karlskoga, detta på grund av ett nytt sponsoravtal med Karlskoga kommun.[15][16] Det nya namnet skulle först godkännas av Riksidrottsförbundet, och kom officiellt att börjas användas från och med den 27 januari 2012, i en match mot Rögle.[17]
- Den 2 februari 2012 spelades sista matchen i omgång 43 mellan Almtuna IS och Örebro HK. En match som gick till förlängning och innebar att Örebro spelade sin första oavgjorda match för säsongen, med ett tidigare facit vid fulltid på 30 segrar och 12 förluster.[18][19]
- Den 27 februari 2012 passerade Örebro HK 100 poäng (som första klubb för säsongen), samtidigt som man tillsammans med Leksands IF med två omgångar kvar av grundserien, säkrade spel i kvalserien 2012.[20]
- Den 29 februari 2012 i omgång 51, blev BIK Karlskoga klara för den sista direktplatsen till kvalserien 2012.[21] I samma omgång inledde Malmö Redhawks i matchen mot Mora IK, sitt 40-årsfirande som ishockeyklubb. Som matchställ spelade Malmö i samma typ av tröja som användes under klubbens första säsong 1972/1973.
- Den 2 mars 2012 spelades den sista omgången av Hockeyallsvenskans grundserie, vilken resulterade i att Örebro HK tillsammans med Leksands IF och BIK Karlskoga är klara för Kvalserien. Västerås, Rögle, Oskarshamn och Malmö för kvala i Förkvalserien om fjärde platsen till Kvalserien till Elitserien. Borås och Sundsvall får kvala i Kvalserien till Hockeyallsvenskan för spel i Hockeyallsvenskan 2012/2013.
- Den 6 april 2012 avslutades Kvalserien till Elitserien i ishockey 2012. Slutresultatet blev att Rögle BK gick upp till Elitserien, och Djurgården flyttades ned till Hockeyallsvenskan.

## Deltagande lag
| Lag                 | Län             | Ort        | Arena               | Plac. | 1:a säsong | Sedan     |
| ------------------- | --------------- | ---------- | ------------------- | ----- | ---------- | --------- |
| Almtuna IS          | Uppsala         | Uppsala    | Gränbyhallen        | 6     | 2001/2002  | 2003/2004 |
| Bofors IK Karlskoga | Örebro          | Karlskoga  | Nobelhallen         | 10    | 1999/2000  | 1999/2000 |
| Borås Hockey        | Västra Götaland | Borås      | Borås Ishall        | 11    | 2007/2008  | 2007/2008 |
| IF Sundsvall Hockey | Västernorrland  | Sundsvall  | Gärdehov            | 12    | 1999/2000  | 1999/2000 |
| IF Troja-Ljungby    | Kronoberg       | Ljungby    | Sunnerbohov         | 13    | 1999/2000  | 2008/2009 |
| IK Oskarshamn       | Kalmar          | Oskarshamn | Arena Oskarshamn    | 9     | 1999/2000  | 1999/2000 |
| Leksands IF         | Dalarna         | Leksand    | Tegera Arena        | 4     | 2001/2002  | 2004/2005 |
| Malmö Redhawks      | Skåne           | Malmö      | Malmö Arena         | 8     | 2005/2006  | 2007/2008 |
| Mora IK             | Dalarna         | Mora       | FM Mattsson Arena   | 7     | 1999/2000  | 2008/2009 |
| Rögle BK            | Skåne           | Ängelholm  | Lindab Arena        | 2     | 1999/2000  | 2010/2011 |
| Södertälje SK       | Stockholm       | Södertälje | AXA Sports Center   | 11ES  | 1999/2000  | 2011/2012 |
| Tingsryds AIF       | Kronoberg       | Tingsryd   | Nelson Garden Arena | 14    | 1999/2000  | 2010/2011 |
| VIK Västerås HK     | Västmanland     | Västerås   | ABB Arena           | 5     | 2002/2003  | 2002/2003 |
| Örebro HK           | Örebro          | Örebro     | Behrn Arena         | 3     | 2001/2002  | 2009/2010 |

## Tabell
| Nr | Lag               | S  | V  | ÖV | ÖF | F  | GM  | IM  | MS  | P   |
| -- | ----------------- | -- | -- | -- | -- | -- | --- | --- | --- | --- |
| 1  | Örebro HK         | 52 | 32 | 2  | 2  | 16 | 173 | 132 | +41 | 102 |
| 2  | Leksands IF       | 52 | 27 | 7  | 5  | 13 | 152 | 101 | +51 | 100 |
| 3  | BIK Karlskoga     | 52 | 30 | 4  | 1  | 17 | 149 | 120 | +29 | 99  |
| 4  | VIK Västerås      | 52 | 29 | 1  | 6  | 16 | 157 | 116 | +41 | 95  |
| 5  | Rögle BK          | 52 | 21 | 7  | 8  | 16 | 171 | 150 | +21 | 85  |
| 6  | IK Oskarshamn     | 52 | 23 | 4  | 5  | 20 | 146 | 145 | +1  | 82  |
| 7  | Malmö Redhawks    | 52 | 22 | 6  | 3  | 21 | 139 | 140 | −1  | 81  |
| 8  | Mora IK           | 52 | 22 | 5  | 4  | 21 | 168 | 144 | +24 | 80  |
| 9  | Södertälje SK (N) | 52 | 22 | 2  | 6  | 22 | 110 | 120 | −10 | 76  |
| 10 | IF Troja/Ljungby  | 52 | 19 | 4  | 4  | 25 | 134 | 154 | −20 | 69  |
| 11 | Almtuna IS        | 52 | 16 | 5  | 6  | 25 | 119 | 143 | −24 | 64  |
| 12 | Tingsryds AIF     | 52 | 15 | 4  | 5  | 28 | 110 | 151 | −41 | 58  |
| 13 | Borås HC          | 52 | 13 | 4  | 4  | 31 | 114 | 167 | −53 | 51  |
| 14 | IF Sundsvall      | 52 | 11 | 7  | 3  | 31 | 123 | 182 | −59 | 50  |

## Statistik
| Spelare          | Lag             | SM | M  | A  | P  |
| ---------------- | --------------- | -- | -- | -- | -- |
| Broc Little      | VIK Västerås HK | 51 | 35 | 31 | 66 |
| Eric Himelfarb   | Rögle BK        | 52 | 21 | 39 | 60 |
| Jared Aulin      | Örebro HK       | 49 | 25 | 33 | 58 |
| Conny Strömberg  | Örebro HK       | 51 | 9  | 48 | 57 |
| Linus Persson    | BIK Karlskoga   | 51 | 19 | 32 | 51 |
| Linus Klasen     | Malmö Redhawks  | 51 | 20 | 30 | 50 |
| Johan Wiklander  | Örebro HK       | 41 | 29 | 20 | 49 |
| Jens Jakobs      | Mora IK         | 51 | 22 | 27 | 49 |
| Henrik Löwdahl   | Örebro HK       | 50 | 24 | 23 | 47 |
| Marcus Weinstock | Örebro HK       | 52 | 18 | 29 | 47 |

| Spelare           | Lag              | SM | S%    | GAA  |
| ----------------- | ---------------- | -- | ----- | ---- |
| Erik Hanses       | Leksands IF      | 44 | 92,95 | 1,93 |
| Julius Hudacek    | Södertälje SK    | 43 | 92,60 | 2,09 |
| Lars Johansson    | VIK Västerås HK  | 24 | 91,19 | 2,12 |
| Daniel Sperrle    | VIK Västerås HK  | 28 | 91,18 | 2,14 |
| Daniel Bellissimo | BIK Karlskoga    | 49 | 92,31 | 2,23 |
| Nicklas Dahlberg  | Örebro HK        | 36 | 91,83 | 2,39 |
| Alexander Hamberg | Almtuna IS       | 28 | 91,93 | 2,39 |
| Daniel Hansen     | Mora IK          | 30 | 90,98 | 2,44 |
| Michal Zajkowski  | Tingsryds AIF    | 50 | 91,87 | 2,53 |
| Trevor Koenig     | IF Troja-Ljungby | 42 | 90,72 | 2,76 |

## Förkvalserien
Kvalificerade lag var VIK Västerås HK, Rögle BK, IK Oskarshamn och Malmö Redhawks. Lagen möttes i sex omgångar, d.v.s. varje lag mötte de andra två gånger i en hemmamatch och en bortamatch. Till förkvalserien startade Västerås med fyra placeringspoäng, Rögle fick med sig tre placeringspoäng, Oskarshamn fick med sig två placeringspoäng och Malmö fick med sig en placeringspoäng, grundat på sina placeringar i grundserien. Vinnaren av förkvalserien tog den sjätte och sista platsen i Kvalserien till Elitserien i ishockey 2012. 

### Tabell
| Nr | Lag             | S | V | ÖV | ÖF | F | GM | IM | MS | P  |
| -- | --------------- | - | - | -- | -- | - | -- | -- | -- | -- |
| 1  | Rögle BK        | 6 | 2 | 2  | 0  | 2 | 22 | 14 | +8 | 13 |
| 2  | Malmö Redhawks  | 6 | 4 | 0  | 0  | 2 | 19 | 13 | +6 | 13 |
| 3  | IK Oskarshamn   | 6 | 3 | 0  | 1  | 2 | 11 | 17 | −6 | 12 |
| 4  | VIK Västerås HK | 6 | 1 | 0  | 1  | 4 | 13 | 21 | −8 | 8  |

Statistiken är hämtad från Svenska Ishockeyförbundet.

### Matcher
| 1     | 4 mars 2012 | Malmö Redhawks                                                 | 3–5                   | VIK Västerås HK                                                                            | Malmö Arena                                                 |                                                             |
| 15:00 | 15:00       | (0–1,1–2,2–2) Rapport                                          | (0–1,1–2,2–2) Rapport | (0–1,1–2,2–2) Rapport                                                                      | Malmö Publik: 4 259 Domare: David Bergman, Niclas Johansson | Malmö Publik: 4 259 Domare: David Bergman, Niclas Johansson |
| 15:00 | 15:00       | Klasen (PP1) (37:04) Grand-Pierre (45:49) Klasen (PP1) (47:56) | Mål                   | (08:53) Ljungh (25:51) Zettergren (30:28) Little (45:28) (PP1) Demarchi (58:12) (ENG) Berg | Malmö Publik: 4 259 Domare: David Bergman, Niclas Johansson | Malmö Publik: 4 259 Domare: David Bergman, Niclas Johansson |
| 15:00 | 15:00       |                                                                |                       |                                                                                            | Malmö Publik: 4 259 Domare: David Bergman, Niclas Johansson | Malmö Publik: 4 259 Domare: David Bergman, Niclas Johansson |
| 15:00 | 15:00       |                                                                |                       |                                                                                            | Malmö Publik: 4 259 Domare: David Bergman, Niclas Johansson | Malmö Publik: 4 259 Domare: David Bergman, Niclas Johansson |
| 15:00 | 15:00       |                                                                |                       |                                                                                            | Malmö Publik: 4 259 Domare: David Bergman, Niclas Johansson | Malmö Publik: 4 259 Domare: David Bergman, Niclas Johansson |
| 15:00 | 15:00       |                                                                |                       |                                                                                            | Malmö Publik: 4 259 Domare: David Bergman, Niclas Johansson | Malmö Publik: 4 259 Domare: David Bergman, Niclas Johansson |

| 1     | 4 mars 2012 | IK Oskarshamn                         | 2–3 (sd)                  | Rögle BK                                                     | Arena Oskarshamn                                                  |                                                                   |
| 18:00 | 18:00       | (1–1,1–0,0–1,0–1) Rapport             | (1–1,1–0,0–1,0–1) Rapport | (1–1,1–0,0–1,0–1) Rapport                                    | Oskarshamn Publik: 2 565 Domare: Mikael Lindqvist, Shane Warschaw | Oskarshamn Publik: 2 565 Domare: Mikael Lindqvist, Shane Warschaw |
| 18:00 | 18:00       | McGrath (14:11) Hagelin (PP1) (28:54) | Mål                       | (13:11) (PP1) Brendheden (53:45) Bergström (60:16) Johansson | Oskarshamn Publik: 2 565 Domare: Mikael Lindqvist, Shane Warschaw | Oskarshamn Publik: 2 565 Domare: Mikael Lindqvist, Shane Warschaw |
| 18:00 | 18:00       |                                       |                           |                                                              | Oskarshamn Publik: 2 565 Domare: Mikael Lindqvist, Shane Warschaw | Oskarshamn Publik: 2 565 Domare: Mikael Lindqvist, Shane Warschaw |
| 18:00 | 18:00       |                                       |                           |                                                              | Oskarshamn Publik: 2 565 Domare: Mikael Lindqvist, Shane Warschaw | Oskarshamn Publik: 2 565 Domare: Mikael Lindqvist, Shane Warschaw |
| 18:00 | 18:00       |                                       |                           |                                                              | Oskarshamn Publik: 2 565 Domare: Mikael Lindqvist, Shane Warschaw | Oskarshamn Publik: 2 565 Domare: Mikael Lindqvist, Shane Warschaw |
| 18:00 | 18:00       |                                       |                           |                                                              | Oskarshamn Publik: 2 565 Domare: Mikael Lindqvist, Shane Warschaw | Oskarshamn Publik: 2 565 Domare: Mikael Lindqvist, Shane Warschaw |

| 2     | 6 mars 2012 | Rögle BK              | 1–3                   | Malmö Redhawks        | Lindab Arena                                                  |                                                               |
| 19:00 | 19:00       | (0–0,0–0,1–3) Rapport | (0–0,0–0,1–3) Rapport | (0–0,0–0,1–3) Rapport | Ängelholm Publik: 4 393 Domare: Mikael Holm, Mikael Lindqvist | Ängelholm Publik: 4 393 Domare: Mikael Holm, Mikael Lindqvist |
| 19:00 | 19:00       |                       |                       |                       | Ängelholm Publik: 4 393 Domare: Mikael Holm, Mikael Lindqvist | Ängelholm Publik: 4 393 Domare: Mikael Holm, Mikael Lindqvist |
| 19:00 | 19:00       |                       |                       |                       | Ängelholm Publik: 4 393 Domare: Mikael Holm, Mikael Lindqvist | Ängelholm Publik: 4 393 Domare: Mikael Holm, Mikael Lindqvist |
| 19:00 | 19:00       |                       |                       |                       | Ängelholm Publik: 4 393 Domare: Mikael Holm, Mikael Lindqvist | Ängelholm Publik: 4 393 Domare: Mikael Holm, Mikael Lindqvist |
| 19:00 | 19:00       |                       |                       |                       | Ängelholm Publik: 4 393 Domare: Mikael Holm, Mikael Lindqvist | Ängelholm Publik: 4 393 Domare: Mikael Holm, Mikael Lindqvist |
| 19:00 | 19:00       |                       |                       |                       | Ängelholm Publik: 4 393 Domare: Mikael Holm, Mikael Lindqvist | Ängelholm Publik: 4 393 Domare: Mikael Holm, Mikael Lindqvist |

| 2     | 6 mars 2012 | VIK Västerås HK       | 2–3                   | IK Oskarshamn         | ABB Arena Nord                                                        |                                                                       |
| 19:00 | 19:00       | (1–1,1–2,0–0) Rapport | (1–1,1–2,0–0) Rapport | (1–1,1–2,0–0) Rapport | Västerås Publik: 2 202 Domare: Christoffer Karlsson, Niclas Johansson | Västerås Publik: 2 202 Domare: Christoffer Karlsson, Niclas Johansson |
| 19:00 | 19:00       |                       |                       |                       | Västerås Publik: 2 202 Domare: Christoffer Karlsson, Niclas Johansson | Västerås Publik: 2 202 Domare: Christoffer Karlsson, Niclas Johansson |
| 19:00 | 19:00       |                       |                       |                       | Västerås Publik: 2 202 Domare: Christoffer Karlsson, Niclas Johansson | Västerås Publik: 2 202 Domare: Christoffer Karlsson, Niclas Johansson |
| 19:00 | 19:00       |                       |                       |                       | Västerås Publik: 2 202 Domare: Christoffer Karlsson, Niclas Johansson | Västerås Publik: 2 202 Domare: Christoffer Karlsson, Niclas Johansson |
| 19:00 | 19:00       |                       |                       |                       | Västerås Publik: 2 202 Domare: Christoffer Karlsson, Niclas Johansson | Västerås Publik: 2 202 Domare: Christoffer Karlsson, Niclas Johansson |
| 19:00 | 19:00       |                       |                       |                       | Västerås Publik: 2 202 Domare: Christoffer Karlsson, Niclas Johansson | Västerås Publik: 2 202 Domare: Christoffer Karlsson, Niclas Johansson |

| 3     | 7 mars 2012 | IK Oskarshamn           | 2–4                     | Malmö Redhawks          | Arena Oskarshamn                                                    |                                                                     |
| 19:00 | 19:00       | (0–2, 1–1, 1–1) Rapport | (0–2, 1–1, 1–1) Rapport | (0–2, 1–1, 1–1) Rapport | Oskarshamn Publik: 2 728 Domare: Linus Öhlund, Christoffer Karlsson | Oskarshamn Publik: 2 728 Domare: Linus Öhlund, Christoffer Karlsson |
| 19:00 | 19:00       |                         |                         |                         | Oskarshamn Publik: 2 728 Domare: Linus Öhlund, Christoffer Karlsson | Oskarshamn Publik: 2 728 Domare: Linus Öhlund, Christoffer Karlsson |
| 19:00 | 19:00       |                         |                         |                         | Oskarshamn Publik: 2 728 Domare: Linus Öhlund, Christoffer Karlsson | Oskarshamn Publik: 2 728 Domare: Linus Öhlund, Christoffer Karlsson |
| 19:00 | 19:00       |                         |                         |                         | Oskarshamn Publik: 2 728 Domare: Linus Öhlund, Christoffer Karlsson | Oskarshamn Publik: 2 728 Domare: Linus Öhlund, Christoffer Karlsson |
| 19:00 | 19:00       |                         |                         |                         | Oskarshamn Publik: 2 728 Domare: Linus Öhlund, Christoffer Karlsson | Oskarshamn Publik: 2 728 Domare: Linus Öhlund, Christoffer Karlsson |
| 19:00 | 19:00       |                         |                         |                         | Oskarshamn Publik: 2 728 Domare: Linus Öhlund, Christoffer Karlsson | Oskarshamn Publik: 2 728 Domare: Linus Öhlund, Christoffer Karlsson |

| 3     | 7 mars 2012 | Rögle BK                | 4–1                     | VIK Västerås HK         | Lindab Arena                                                |                                                             |
| 19:00 | 19:00       | (1–0, 3–0, 0–1) Rapport | (1–0, 3–0, 0–1) Rapport | (1–0, 3–0, 0–1) Rapport | Ängelholm Publik: 2 444 Domare: Mikael Holm, Shane Warschaw | Ängelholm Publik: 2 444 Domare: Mikael Holm, Shane Warschaw |
| 19:00 | 19:00       |                         |                         |                         | Ängelholm Publik: 2 444 Domare: Mikael Holm, Shane Warschaw | Ängelholm Publik: 2 444 Domare: Mikael Holm, Shane Warschaw |
| 19:00 | 19:00       |                         |                         |                         | Ängelholm Publik: 2 444 Domare: Mikael Holm, Shane Warschaw | Ängelholm Publik: 2 444 Domare: Mikael Holm, Shane Warschaw |
| 19:00 | 19:00       |                         |                         |                         | Ängelholm Publik: 2 444 Domare: Mikael Holm, Shane Warschaw | Ängelholm Publik: 2 444 Domare: Mikael Holm, Shane Warschaw |
| 19:00 | 19:00       |                         |                         |                         | Ängelholm Publik: 2 444 Domare: Mikael Holm, Shane Warschaw | Ängelholm Publik: 2 444 Domare: Mikael Holm, Shane Warschaw |
| 19:00 | 19:00       |                         |                         |                         | Ängelholm Publik: 2 444 Domare: Mikael Holm, Shane Warschaw | Ängelholm Publik: 2 444 Domare: Mikael Holm, Shane Warschaw |

| 4     | 9 mars 2012 | Malmö Redhawks          | 0–1                     | IK Oskarshamn           | Malmö Arena                                                    |                                                                |
| 19:00 | 19:00       | (0–0, 0–0, 0–1) Rapport | (0–0, 0–0, 0–1) Rapport | (0–0, 0–0, 0–1) Rapport | Malmö Publik: 5 908 Domare: Marcus Linde, Christoffer Karlsson | Malmö Publik: 5 908 Domare: Marcus Linde, Christoffer Karlsson |
| 19:00 | 19:00       |                         |                         |                         | Malmö Publik: 5 908 Domare: Marcus Linde, Christoffer Karlsson | Malmö Publik: 5 908 Domare: Marcus Linde, Christoffer Karlsson |
| 19:00 | 19:00       |                         |                         |                         | Malmö Publik: 5 908 Domare: Marcus Linde, Christoffer Karlsson | Malmö Publik: 5 908 Domare: Marcus Linde, Christoffer Karlsson |
| 19:00 | 19:00       |                         |                         |                         | Malmö Publik: 5 908 Domare: Marcus Linde, Christoffer Karlsson | Malmö Publik: 5 908 Domare: Marcus Linde, Christoffer Karlsson |
| 19:00 | 19:00       |                         |                         |                         | Malmö Publik: 5 908 Domare: Marcus Linde, Christoffer Karlsson | Malmö Publik: 5 908 Domare: Marcus Linde, Christoffer Karlsson |
| 19:00 | 19:00       |                         |                         |                         | Malmö Publik: 5 908 Domare: Marcus Linde, Christoffer Karlsson | Malmö Publik: 5 908 Domare: Marcus Linde, Christoffer Karlsson |

| 4     | 9 mars 2012 | VIK Västerås HK                   | 3–4 (str)                         | Rögle BK                          | ABB Arena Nord                                               |                                                              |
| 19:00 | 19:00       | (2–1, 1–2, 0–0, 0–0, 0–1) Rapport | (2–1, 1–2, 0–0, 0–0, 0–1) Rapport | (2–1, 1–2, 0–0, 0–0, 0–1) Rapport | Västerås Publik: 1 713 Domare: Pehr Claesson, Shane Warschaw | Västerås Publik: 1 713 Domare: Pehr Claesson, Shane Warschaw |
| 19:00 | 19:00       |                                   |                                   |                                   | Västerås Publik: 1 713 Domare: Pehr Claesson, Shane Warschaw | Västerås Publik: 1 713 Domare: Pehr Claesson, Shane Warschaw |
| 19:00 | 19:00       |                                   |                                   |                                   | Västerås Publik: 1 713 Domare: Pehr Claesson, Shane Warschaw | Västerås Publik: 1 713 Domare: Pehr Claesson, Shane Warschaw |
| 19:00 | 19:00       |                                   |                                   |                                   | Västerås Publik: 1 713 Domare: Pehr Claesson, Shane Warschaw | Västerås Publik: 1 713 Domare: Pehr Claesson, Shane Warschaw |
| 19:00 | 19:00       |                                   |                                   |                                   | Västerås Publik: 1 713 Domare: Pehr Claesson, Shane Warschaw | Västerås Publik: 1 713 Domare: Pehr Claesson, Shane Warschaw |
| 19:00 | 19:00       |                                   |                                   |                                   | Västerås Publik: 1 713 Domare: Pehr Claesson, Shane Warschaw | Västerås Publik: 1 713 Domare: Pehr Claesson, Shane Warschaw |

| 5     | 11 mars 2012 | Malmö Redhawks          | 5–3                     | Rögle BK                | Malmö Arena                                              |                                                          |
| 17:00 | 17:00        | (2–1, 2–1, 1–1) Rapport | (2–1, 2–1, 1–1) Rapport | (2–1, 2–1, 1–1) Rapport | Malmö Publik: 8 635 Domare: David Bergman, Pehr Claesson | Malmö Publik: 8 635 Domare: David Bergman, Pehr Claesson |
| 17:00 | 17:00        |                         |                         |                         | Malmö Publik: 8 635 Domare: David Bergman, Pehr Claesson | Malmö Publik: 8 635 Domare: David Bergman, Pehr Claesson |
| 17:00 | 17:00        |                         |                         |                         | Malmö Publik: 8 635 Domare: David Bergman, Pehr Claesson | Malmö Publik: 8 635 Domare: David Bergman, Pehr Claesson |
| 17:00 | 17:00        |                         |                         |                         | Malmö Publik: 8 635 Domare: David Bergman, Pehr Claesson | Malmö Publik: 8 635 Domare: David Bergman, Pehr Claesson |
| 17:00 | 17:00        |                         |                         |                         | Malmö Publik: 8 635 Domare: David Bergman, Pehr Claesson | Malmö Publik: 8 635 Domare: David Bergman, Pehr Claesson |
| 17:00 | 17:00        |                         |                         |                         | Malmö Publik: 8 635 Domare: David Bergman, Pehr Claesson | Malmö Publik: 8 635 Domare: David Bergman, Pehr Claesson |

| 5     | 11 mars 2012 | IK Oskarshamn           | 3–1                     | VIK Västerås HK         | Arena Oskarshamn                                           |                                                            |
| 17:00 | 17:00        | (1–0, 1–0, 1–1) Rapport | (1–0, 1–0, 1–1) Rapport | (1–0, 1–0, 1–1) Rapport | Oskarshamn Publik: 2 713 Domare: Mikael Holm, Marcus Linde | Oskarshamn Publik: 2 713 Domare: Mikael Holm, Marcus Linde |
| 17:00 | 17:00        |                         |                         |                         | Oskarshamn Publik: 2 713 Domare: Mikael Holm, Marcus Linde | Oskarshamn Publik: 2 713 Domare: Mikael Holm, Marcus Linde |
| 17:00 | 17:00        |                         |                         |                         | Oskarshamn Publik: 2 713 Domare: Mikael Holm, Marcus Linde | Oskarshamn Publik: 2 713 Domare: Mikael Holm, Marcus Linde |
| 17:00 | 17:00        |                         |                         |                         | Oskarshamn Publik: 2 713 Domare: Mikael Holm, Marcus Linde | Oskarshamn Publik: 2 713 Domare: Mikael Holm, Marcus Linde |
| 17:00 | 17:00        |                         |                         |                         | Oskarshamn Publik: 2 713 Domare: Mikael Holm, Marcus Linde | Oskarshamn Publik: 2 713 Domare: Mikael Holm, Marcus Linde |
| 17:00 | 17:00        |                         |                         |                         | Oskarshamn Publik: 2 713 Domare: Mikael Holm, Marcus Linde | Oskarshamn Publik: 2 713 Domare: Mikael Holm, Marcus Linde |

| 6     | 12 mars 2012 | Rögle BK                | 7–0                     | IK Oskarshamn           | Lindab Arena                                                     |                                                                  |
| 19:00 | 19:00        | (1–0, 2–0, 4–0) Rapport | (1–0, 2–0, 4–0) Rapport | (1–0, 2–0, 4–0) Rapport | Ängelholm Publik: 3 198 Domare: Niclas Johansson, Shane Warschaw | Ängelholm Publik: 3 198 Domare: Niclas Johansson, Shane Warschaw |
| 19:00 | 19:00        |                         |                         |                         | Ängelholm Publik: 3 198 Domare: Niclas Johansson, Shane Warschaw | Ängelholm Publik: 3 198 Domare: Niclas Johansson, Shane Warschaw |
| 19:00 | 19:00        |                         |                         |                         | Ängelholm Publik: 3 198 Domare: Niclas Johansson, Shane Warschaw | Ängelholm Publik: 3 198 Domare: Niclas Johansson, Shane Warschaw |
| 19:00 | 19:00        |                         |                         |                         | Ängelholm Publik: 3 198 Domare: Niclas Johansson, Shane Warschaw | Ängelholm Publik: 3 198 Domare: Niclas Johansson, Shane Warschaw |
| 19:00 | 19:00        |                         |                         |                         | Ängelholm Publik: 3 198 Domare: Niclas Johansson, Shane Warschaw | Ängelholm Publik: 3 198 Domare: Niclas Johansson, Shane Warschaw |
| 19:00 | 19:00        |                         |                         |                         | Ängelholm Publik: 3 198 Domare: Niclas Johansson, Shane Warschaw | Ängelholm Publik: 3 198 Domare: Niclas Johansson, Shane Warschaw |

| 6     | 12 mars 2012 | VIK Västerås HK         | 1–4                     | Malmö Redhawks          | ABB Arena Nord                                                  |                                                                 |
| 19:00 | 19:00        | (0–3, 1–1, 0–0) Rapport | (0–3, 1–1, 0–0) Rapport | (0–3, 1–1, 0–0) Rapport | Västerås Publik: 728 Domare: Christoffer Karlsson, Linus Öhlund | Västerås Publik: 728 Domare: Christoffer Karlsson, Linus Öhlund |
| 19:00 | 19:00        |                         |                         |                         | Västerås Publik: 728 Domare: Christoffer Karlsson, Linus Öhlund | Västerås Publik: 728 Domare: Christoffer Karlsson, Linus Öhlund |
| 19:00 | 19:00        |                         |                         |                         | Västerås Publik: 728 Domare: Christoffer Karlsson, Linus Öhlund | Västerås Publik: 728 Domare: Christoffer Karlsson, Linus Öhlund |
| 19:00 | 19:00        |                         |                         |                         | Västerås Publik: 728 Domare: Christoffer Karlsson, Linus Öhlund | Västerås Publik: 728 Domare: Christoffer Karlsson, Linus Öhlund |
| 19:00 | 19:00        |                         |                         |                         | Västerås Publik: 728 Domare: Christoffer Karlsson, Linus Öhlund | Västerås Publik: 728 Domare: Christoffer Karlsson, Linus Öhlund |
| 19:00 | 19:00        |                         |                         |                         | Västerås Publik: 728 Domare: Christoffer Karlsson, Linus Öhlund | Västerås Publik: 728 Domare: Christoffer Karlsson, Linus Öhlund |

## Kval till Hockeyallsvenskan

### Poängtabell
| Nr | Lag                 | S  | V | ÖV | ÖF | F | GM | IM | MS  | P  |
| -- | ------------------- | -- | - | -- | -- | - | -- | -- | --- | -- |
| 1  | Karlskrona HK ▲     | 10 | 8 | 0  | 0  | 2 | 39 | 23 | +16 | 24 |
| 2  | Borås HC            | 10 | 5 | 1  | 1  | 3 | 29 | 27 | +2  | 18 |
| 3  | Asplöven HC         | 10 | 5 | 0  | 1  | 4 | 27 | 23 | +4  | 16 |
| 4  | Olofströms IK       | 10 | 4 | 1  | 1  | 4 | 35 | 29 | +6  | 15 |
| 5  | IF Sundsvall ▼      | 10 | 4 | 1  | 0  | 5 | 22 | 33 | −11 | 14 |
| 6  | Kallinge-Ronneby IF | 10 | 0 | 1  | 1  | 8 | 22 | 39 | −17 | 3  |

### Resultattabell
| Hemma \ Borta       | ASP | BOR | SUN | KAL | KAR | OLO |
| Asplöven HC         | —   | 0–1 | 8–2 | 5–2 | 4–3 | 2–1 |
| Borås HC            | 2–1 | —   | 2–1 | 5–1 | 2–7 | 1–5 |
| IF Sundsvall Hockey | 4–1 | 3–2 | —   | 4–3 | 2–6 | 4–2 |
| Kallinge-Ronneby IF | 2–4 | 4–6 | 0–1 | —   | 1–2 | 2–3 |
| Karlskrona HK       | 1–0 | 4–2 | 4–1 | 5–2 | —   | 5–3 |
| Olofströms IK       | 5–2 | 1–6 | 5–0 | 4–5 | 6–2 | —   |

## Arenor
| Anläggningar för Hockeyallsvenskan 2011/2012 | Anläggningar för Hockeyallsvenskan 2011/2012 | Anläggningar för Hockeyallsvenskan 2011/2012   | Anläggningar för Hockeyallsvenskan 2011/2012     | Anläggningar för Hockeyallsvenskan 2011/2012 | Anläggningar för Hockeyallsvenskan 2011/2012   | Anläggningar för Hockeyallsvenskan 2011/2012  |
| Almtuna IS                                   | Borås HC                                     | BIK Karlskoga (Tidigare Bofors IK)             | Leksands IF                                      | Malmö Redhawks                               | Mora IK                                        | IK Oskarshamn                                 |
| -------------------------------------------- | -------------------------------------------- | ---------------------------------------------- | ------------------------------------------------ | -------------------------------------------- | ---------------------------------------------- | --------------------------------------------- |
| Gränby ishallar Kapacitet: 2 562 Byggd: 1974 | Borås Ishall Kapacitet: 3 949 Byggd: 1972    | Nobelhallen Kapacitet: 6 300 Byggd: 1972       | Tegera Arena Kapacitet: 7 650 Byggd: 2004        | Malmö Arena Kapacitet: 13 700 Byggd: 2008    | FM Mattsson Arena Kapacitet: 4 500 Byggd: 1967 | Arena Oskarshamn Kapacitet: 3 424 Byggd: 1974 |
|                                              |                                              |                                                |                                                  |                                              |                                                |                                               |
| Rögle BK                                     | IF Sundsvall                                 | Södertälje SK                                  | Tingsryds AIF                                    | IF Troja-Ljungby                             | VIK Västerås HK                                | Örebro HK                                     |
| Lindab Arena Kapacitet: 5 150 Byggd: 2008    | Gärdehov Kapacitet: 2 500 Byggd: 1966        | AXA Sports Center Kapacitet: 6 130 Byggd: 1970 | Nelson Garden Arena Kapacitet: 3 650 Byggd: 1969 | Sunnerbohov Kapacitet: 3 700 Byggd:          | ABB Arena Nord Kapacitet: 5 800 Byggd: 2007    | Behrn Arena Kapacitet: 5 800 Byggd: 1960      |
|                                              |                                              |                                                |                                                  |                                              |                                                |                                               |